# Пекарчик, Павел Дмитриевич
Пекарчик, Павел Дмитриевич (15 января 1988, Минск, Белорусская ССР, СССР) — белорусский спортсмен, выступавший в кикбоксинге и тайском боксе. Мастер спорта международного класса.

## Биография
Павел Пекарчик вторым после своего знаменитого старшего брата Алексея Пекарчика смог совместить выступления в разделе Сольных композиций и Муай Тай. И хотя его успехи были скромнее, чем у старшего брата, но и он добился ярких и запоминающихся побед в обоих видах спорта. Является чемпионом Европы (WAKO) Черногория, призёром и финалистом чемпионатов мира в г. Бангкок (Таиланд) в разделе муай тай. В 2001 году в возрасте 13 лет Павел Пекарчик завоевал золотую медаль на Кубке мира по кикбоксингу в разделе сольные композиции среди взрослых! В 2003 году повторил свой результат! В 2005 и 2007 также завоевал золотые медали Кубка мира. Тренировался в СК «Кик Файтер» с 1993 по 2009 год у Евгения Добротворского. Закончил Республиканское Училище Олимпийского Резерва. Завершил карьеру в 2009 году. В настоящее время занимается тренерской деятельностью в г. Москва. Владелец и основатель марки «Parus Jeans».

## Спортивные достижения

### Любительские титулы
Кикбоксинг, сольные композиции:
- 1997: Первенство мира WAKO  жесткий стиль с оружием
- 1998: Кубок мира WAKO (Дебрецен, Венгрия)  мягкий стиль с оружием
- 1998: Первенство Европы WAKO  жесткий стиль
- 1998: Первенство Европы WAKO  стиль с оружием
- 1998: Первенство мира WAKO  мягкий с оружием
- 1998: Всемирные игры под эгидой НОК (Москва)  мягкий с оружием
- 1998: Всемирные игры под эгидой НОК (Москва)  мягкий стиль
- 1999: Кубок мира ISKA (Gold Coast, Австралия)  жесткий стиль
- 1999: Кубок мира ISKA (Gold Coast, Австралия)  мягкий стиль
- 2000: Кубок мира ISKA юн (Сидней, Австралия)  стиль с оружием
- 2000: Кубок мира ISKA юн (Сидней, Австралия)  мягкий стиль
- 2000: Кубок мира ISKA юн (Сидней, Австралия)  жесткий стиль
- 2001: Кубок мира WAKO (Италия)  жесткий стиль
- 2001: Кубок мира WAKO (Италия)  мягкий стиль
- 2001: Кубок мира WAKO (Италия)  мягкий стиль с оружием
- 2003: Кубок мира WAKO (Италия)  мягкий стиль с оружием
- 2003: Кубок мира WAKO (Италия)  мягкий стиль
- 2003: Чемпион мира WAKO (Украина)  мягкий стиль с оружием
- 2004: Кубок мира WAKO (Италия)  мягкий стиль
- 2004: Кубок мира WAKO (Италия)  мягкий стиль с оружием
- 2004: Чемпионат Европы WAKO (Португалия)  мягкий стиль
- 2005: Кубок мира WAKO (Италия)  мягкий стиль с оружием
- 2005: Кубок мира WAKO (Италия)  мягкий стиль
- 2007: Кубок мира WAKO (Италия)  мягкий стиль
- 2007: Кубок мира WAKO (Италия)  мягкий стиль с оружием

Муай Тай
- 2004: Чемпионат Республики Беларусь  54 кг
- 2004: Чемпионат Европы (Венгрия)  54 кг
- 2005: Чемпионат Республики Беларусь  57 кг
- 2005: Чемпионат мира WMF среди юниоров (Бангкок, Таиланд)  57 кг
- 2006: Чемпионат Республики Беларусь  57 кг
- 2006: Чемпионат мира WMF (Бангкок, Таиланд)  57 кг
- 2007: Чемпионат мира WMF (Бангкок Таиланд)

### Профессиональные титулы
- 2005 Чемпион Беларуси среди профессионалов.
- 2006 Чемпион Беларуси среди профессионалов
- 2006 Победа в матче Беларусь-Италия над чемпионом мира WKN Патриком Картой (решением судей) Турин (Италия)